# Cyproteronacetaat
Cyproteronacetaat is een chemische verbinding die in de geneeskunde wordt gebruikt als antiandrogeen. Het is een receptorantagonist die de testosteronreceptor blokkeert waardoor dit mannelijke hormoon zijn werking niet meer kan uitoefenen. Ook heeft het een antigonadotroop effect, waardoor de afgifte van LH en FSH door de hypofyse wordt verminderd.
Het vindt dan ook toepassing op vele gebieden:
- tegen overmatige lichaamsbeharing (ook bij vrouwen)
- tegen prostaatcarcinoom, waarvan het de groei vaak onderdrukt
- bij benigne prostaathyperplasie
- tegen overmatige geslachtsdrift ('chemische castratie')
- tegen mannelijke kaalheid
- als behandeling bij genderdysforie

## Diane
Cyproteronacetaat is o.a. een ingrediënt van Diane en Diane 35, geregistreerde geneesmiddelen tegen acne en overbeharing. Het gebruik als anticonceptiemiddel is niet geregistreerd.
In Nederland adviseert het CBG het middel niet langer aan nieuwe patiënten voor te schrijven. Ook het niet geregistreerd gebruik als anticonceptiepil wordt afgeraden. Frankrijk kondigde in februari 2013 reeds aan Diane uit de handel te zullen halen vanwege het overlijden van enkele gebruiksters van het medicijn. Op 17 mei adviseert het CBG het middel alleen nog in bijzondere gevallen voor de geregistreerde indicatie acne voor te schrijven, maar beslist niet meer als anticonceptivum. Ook combinatie met hormonale anticonceptiva wordt sterk ontraden. Europees werd dit standpunt met 26 tegen 1 overgenomen door de Coordination Group for Mutual Recognition and Decentralised Procedures – human (CMDh) op 31 mei 2013. Op 24 juni 2013 werd in Nederland een brief met deze informatie rondgestuurd aan de belangrijkste zorgverleners door alle fabrikanten.

## Transgender hormoontherapie
Cyproteronacetaat wordt veel gebruikt als een antiandrogeen en progestrageen in feminiserende hormoontherapie voor transgender vrouwen en gender diverse personen. Omdat voor de meeste transgender vrouwen en gender diverse personen die feminiserende hormoontherapie onderdaan borstgroei gewenst is, is dit dus geen problematische bijwerking.
Uit studies blijkt dat 10, 25, 50 en 100 mg cyproteroneacetaat per dag in combinatie met een oestrogeen resulteren in een gelijkwaardige en volledige testosteronsuppressie. Gezien de risico's geassocieerd met hoge dosissen cyproteroneacetaat zoals vermoeidheid, bloedstolsels, goedaardige hersentumoren en leverschade, wordt nu een cyproteroneacetaat dosering van meer dan 10 mg per dag niet meer aanbevolen.
Naast voor de hormoontherapie van volwassen transgender vrouwen en gender diverse personen wordt cyproteronacetaat soms ook gebruikt als puberteitsblocker bij transgender adolescenten om de mannelijke puberteit te onderdrukken, hoewel GnRH-analogen voornamelijk gebruikt worden en effectiever zijn.
Sommige transgender vrouwen of gender diverse personen besluiten tot een operatie zoals een vaginoplastie of een orchidectomie. Als dit is gebeurd is er geen antiandrogeen, en dus geen cyproteronacetaat meer nodig.